# Maurice Blitz
Pour les articles homonymes, voir Blitz (homonymie).
Maurice Blitz, né le 28 juillet 1891 à Paris et mort le 2 février 1975, est un poloïste belge et un diamantaire. Il est le frère de Gérard Blitz, nageur et également poloïste, et père de Gérard Blitz qui a fondé le Club Méditerranée en 1950.

## Biographie
Maurice Blitz est un Juif peu pratiquant marié à une femme catholique d'origine anversoise et bourgeoise. Ils sont les parents de Gérard et de Judith, plus connue sous son surnom de « Didy » ; ces derniers feront les grandes heures du Club Méditerranée, le premier comme fondateur, la seconde comme chef de village renommée. Au début du XXe siècle, Maurice Blitz officie dans le domaine du diamant mais reste passionné par la natation et éduque ses enfants dans la passion du sport en général.
Aux Jeux olympiques d'été de 1920 disputés à Anvers, il remporte la médaille d'argent en tant que membre de l'équipe belge de water-polo. Son frère Gérard faisait aussi partie de cette équipe. Aux Jeux olympiques d'été de 1924 à Paris, les frères Blitz sont de nouveau médaillés d'argent en water-polo.
Il devient par la suite arbitre international, s'occupant notamment de la finale du tournoi de water-polo aux Jeux olympiques d'été de 1932.
Il fonde en 1948 le club de natation et de water-polo du Koninklijke Zwemclub Scaldis.